# Maria Leitner

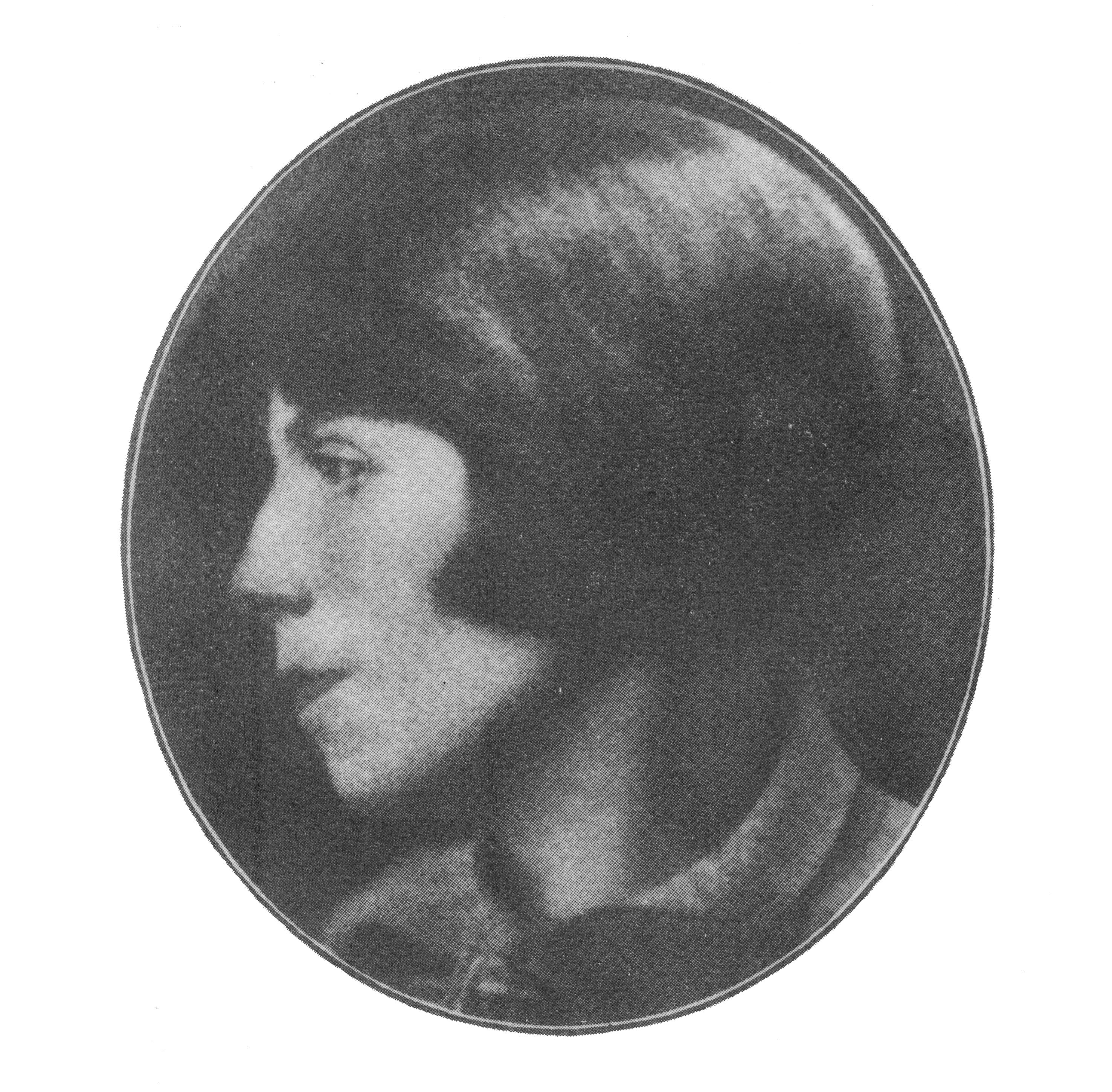
Maria Leitner

Maria Leitner (* 19. Januar 1892 in Varaždin, Österreich-Ungarn; † 14. März 1942 in Marseille) war eine deutschsprachige ungarische Journalistin und Schriftstellerin.

## Leben
Maria Leitner war die Tochter von Leopold Leitner, einem Baustoffhändler, und dessen Frau, geborener Olga Kaiser. Sie hatte zwei Brüder und wuchs in einer zweisprachigen jüdischen Umgebung in Budapest auf, wohin die Familie 1896 verzogen war. Sie absolvierte dort die „Ungarische Königliche Höhere Mädchenschule“ (1902–1910) und wurde in den Alltagssprachen Deutsch und Ungarisch, aber auch in Englisch, Französisch und Stenografie unterwiesen. Sie studierte danach in Wien und Berlin Kunstgeschichte und absolvierte ein Praktikum in der Berliner Galerie von Paul Cassirer, der sich damals um die progressive europäische Kunst- und Literaturszene verdient machte. Inspiriert durch ihr Praktikum erfolgte ihre Übersetzung von William Hogarths Aufzeichnungen (1914) ins Deutsche. Ab 1913 arbeitete sie bei der Budapester Boulevardzeitung Az Est (Der Abend). Nach dem Ausbruch des Ersten Weltkrieges berichtete sie u. a. als Korrespondentin für Budapester Zeitungen aus Stockholm.
Während des Krieges schlossen sich große Teile der revolutionär gesinnten ungarischen Jugend der antimilitaristischen Bewegung an. Maria Leitner und ihre Brüder Johann (auch: János Lékai / John Lassen. 1895–1925) und Max / Maximilian (auch: Miksa 1892–1942?), beteiligten sich aktiv beim sozialistisch-pazifistisch ausgerichteten Galilei-Zirkel. János Lékai wurde zum Leiter des ungarischen Verbands der Kommunistischen Jungarbeiter ernannt und war Mitbegründer der Kommunistischen Jugend-Internationale (KJI). Mitgerissen von der revolutionären Begeisterung traten die Brüder 1919 der Ungarländischen Partei der Kommunisten bei und Maria Leitner solidarisierte sich mit ihnen. Nach eigenen Angaben war sie selbst nie Mitglied einer Partei. Mit dem Fall der Räterepublik unter Béla Kun mussten alle drei ihr Heimatland für immer verlassen. Sie emigrierten nach Wien und Berlin.
Seit etwa 1920 benutzte Maria Leitner einen österreichischen Pass mit dem Geburtsdatum 22. Dezember 1893 und verwendete diese Angabe offiziell bis an ihr Lebensende.
Von Wien aus reiste Maria Leitner im Sommer 1920 als Beobachterin für Ungarn zum II. Kongress der KJI nach Moskau. Bei diesem Treffen lernte sie Willi Münzenberg kennen, der zu dieser Zeit dem Exekutivkomitee der KJI angehörte. Anschließend arbeitete sie beim Verlag der Jugendinternationale in Berlin u. a. als Übersetzerin. 1923 erschien die von ihr übersetzte, herausgegebene und mit einem Nachwort versehene Sammlung Tibetanische Märchen im Axel Juncker Verlag Berlin und die englisch-ungarische Übersetzung von Jack Londons Roman Die eiserne Ferse in der ungarischen Arbeiterzeitung Új Előre in New York.
1925 reiste sie im Auftrag des Ullstein Verlages in die USA. Drei Jahre lang durchquerte sie den amerikanischen Kontinent von New York über Massachusetts, Pennsylvania, Virginia, Georgia, Alabama, Florida, bis hin zu Venezuela, Britisch- und Französisch-Guayana und den karibischen Inseln Haïti, Curaçao, sowie Aruba. Sie nahm 80 verschiedene Stellen an, um aus eigener Erfahrung über die Arbeitsbedingungen der Menschen zu berichten. Sie arbeitete als Dienstmädchen und Zigarrendreherin, besuchte Zuchthäuser und südamerikanische Diamantenminen. Im Mittelpunkt ihrer sozialkritischen Reportagen stand das Amerika der kleinen Leute auf der Kehrseite des American Dream.
Zurück in Berlin veröffentlichte Maria Leitner 1929 zum 10. Jahrestag des Falls der Ungarischen Räterepublik die Novelle Sandkorn im Sturm in der Berliner Welt am Abend. In der Erzählung schilderte sie die tragischen Erlebnisse einer Dorfgemeinschaft zu der Zeit, als die Konterrevolution die Räterepublik zerschlug.

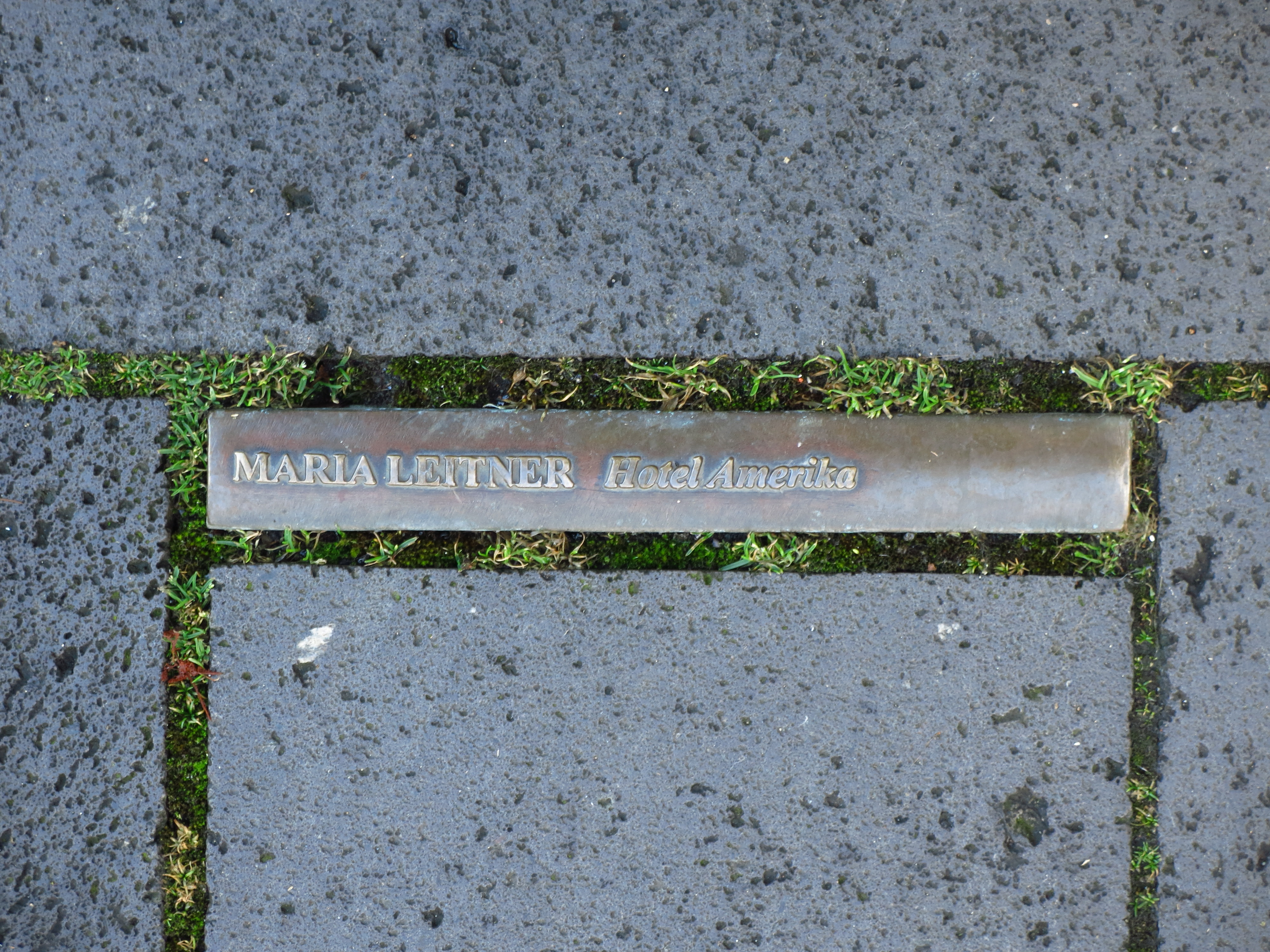
Hotel Amerika, Mahnmal zur Bücherverbrennung auf dem Bonner Marktplatz

1930 trat die Schriftstellerin in den Bund proletarisch-revolutionärer Schriftsteller ein, zu dessen Mitgliedern auch Bertolt Brecht, Johannes R. Becher, Andor Gábor, Erich Mühsam, Erich Weinert und Anna Seghers gehörten. Im gleichen Jahr erschien ihr erster sozialkritischer Roman Hotel Amerika im Neuen Deutschen Verlag. Eingebettet in eine Kriminalhandlung, wird die Geschichte des irischen Wäschemädchens Shirley O’Brien thematisiert, parallel zu den sozialen Missständen, unter denen die Arbeiterinnen und Arbeiter in einem New Yorker Luxushotel litten. Hotel Amerika fand einen großen Leserkreis und erschien auch in spanischer und polnischer Übersetzung. 1933 kam das Buch auf die nationalsozialistische Liste der zu verbrennenden Bücher.
Ihre Sozialreportagen aus Amerika fasste Maria Leitner in der Reportagesammlung Eine Frau reist durch die Welt zusammen, die 1932 im Berliner Agis-Verlag erschien und sofort starke Beachtung fanden. 1934 wurde das Buch ins Polnische übersetzt und zwei Jahre später in der Sowjetunion wiederholt als Sprachübungstext herausgegeben.
Im Rahmen antifaschistischer Aktionen ging Maria Leitner 1932 auf Entdeckungsfahrt durch Deutschland und berichtete für die Welt am Abend und die Arbeiter-Illustrierte-Zeitung über die soziale und politische Situation in kleinen Städten und Dörfern, in denen bereits die Nationalsozialisten die Politik bestimmten. In der Reportage Im Krug eines Hitler Dorfes, suchte sie beispielsweise Antworten darauf, wie es der NSDAP bei den Reichstagswahlen im Juli 1932 gelingen konnte, in den abgelegenen Dörfern die Mehrheit der Stimmen zu gewinnen.
Die Probleme der Frauen lagen Maria Leitner stets besonders am Herzen. Im Januar und Februar 1933 erschien die Artikelfolge Frauen im Sturm der Zeit, worin die Reporterin das schwere Leben von acht Berlinerinnen „zwischen Arbeitsstätte und Stempelstelle“, wie es im Untertitel heißt, schilderte.
Bis 1933 veröffentlichte sie Beiträge in verschiedenen, nicht nur linken Presseorganen der Weimarer Republik. Nach der nationalsozialistischen Machtergreifung im Januar 1933 lebte Maria Leitner noch eine Zeitlang illegal in Deutschland, bevor sie ins Exil ging. Ihr Weg führte sie über Prag und das Saarland 1934 nach Paris, wo sie sich bis April 1940 aufhielt.
Nachweislich kehrte sie mehrfach illegal nach Deutschland zurück und berichtete unter anderem über die geheimen Kriegsvorbereitungen. Diese Reportagen erschienen 1936 bis 1939 in der Moskauer Exilzeitschrift Das Wort, der Pariser Tageszeitung und in der Prager Zeitschrift Die Neue Weltbühne. Durch ihre Publikationen vermittelte sie dem Ausland wesentliche Tatsachen über die Verhältnisse im nationalsozialistischen Deutschland, beispielsweise über die Situation der Arbeiter bei den I.G. Farben oder das Explosionsunglück im Sprengstoffwerk Reinsdorf bei Wittenberg und setzte so ihre Entdeckungsfahrt in Deutschland von 1932 fort. 1938 ließ sie sich als Ausländerin in Düsseldorf das für Deutsche verbotene Heine-Gedenk-Zimmer für den nun verfemten Dichter aufschließen und berichtete vom Besuch bei Heinrich Heine in der Zeitschrift Das Wort.
In ihrem 1937 in der Pariser Tageszeitung als Fortsetzungsdruck erschienenen Roman Elisabeth ein Hitlermädchen erzählt sie die Liebesgeschichte einer Berliner Schuhverkäuferin zu einem SA-Mann, der zum Offizier avanciert. Die Protagonistin Elisabeth erlebt das alltägliche Schicksal eines jungen Mädchens im Dritten Reich, sie ist Mitglied des Bundes Deutscher Mädel, wird zum Arbeitsdienst geschickt und macht Gasschutzübungen in „ihrem“ Kaufhaus, sie träumt von romantischen Nachmittagen am Waldsee, doch die Hitlerjugend will nur Geländeübungen und Nachtmärsche gelten lassen. Der Roman kann dem in der Weimarer Republik weit verbreiteten Genre des Angestelltenromans zugeordnet werden und stellt gleichzeitig ein Pendant zu den Jugendromanen nationalsozialistischer Prägung dar, indem sie Methoden der versuchten Manipulierung junger Menschen durch die NS-Propaganda und -organisationen aufzeigt.
Im Mai 1940 wurde Maria Leitner von den französischen Behörden zusammen mit anderen deutschen Exilanten im Lager Camp de Gurs in den französischen Pyrenäen interniert. Ihr gelang die Flucht über Toulouse nach Marseille, wo sie in extrem ärmlichen Verhältnissen im Untergrund lebte. Sie versuchte vergeblich, durch Vermittlung der Hilfsorganisationen „American Guild for German Cultural Freedom“, des Emergency Rescue Committees (ERC) von Varian Fry sowie des amerikanischen Schriftstellers Theodore Dreiser ein Visum für die Vereinigten Staaten zu erlangen. Am 4. März 1941 schrieb sie ihren vermutlich letzten Hilferuf. Im Frühjahr 1941 wurde sie noch einmal von Luise Kraushaar in Toulouse sowie von Anna Seghers und Alexander Abusch in Marseille gesehen. Jetzt ist belegbar, dass die Mitarbeiter des Emergency Rescue Committee und der American Guild for Cultural Freedom bis zuletzt bemüht waren, ein Visum für sie zu beschaffen. Sie starb am 14. März 1942 in Marseille in der Psychiatrie am Hungertod.
Maria Leitner ist eine frühe Vertreterin der Reportageliteratur. Ihre Arbeiten zeichnen sich dadurch aus, dass sich die Autorin bei ihrer Beschreibung der Lebensverhältnisse der Arbeiterschaft nicht auf den Blick von außen verließ, sondern sich zeitweise in das zu beschreibende Milieu begab und zum Beispiel selbst als niedere Arbeitskraft Erfahrungen sammelte.
Maria Leitner hatte es sich als Sozialistin zur Aufgabe gemacht, die Lebensbedingungen der Bevölkerungsschicht und der sozialen Randgruppen mit ihrer Sprache darzustellen und zu verändern. Ihre Reportagen zählen zur proletarisch-revolutionären Literatur.

## Werke (Auswahl)
- Elisabeth, ein Hitlermädchen. Erzählende Prosa, Reportagen und Berichte. Hrsg.: Helga W. Schwarz. Aufbau-Verlag, Berlin / Weimar 1985, DNB 850992893, urn:nbn:de:101:1-2021091623223211980784 (mit einem Nachwort und Bibliographie).
- Eine Frau reist durch die Welt. Erstauflage. Agis, Berlin / Wien 1932 – neu herausgegeben bei Dietz Berlin (DDR) 1962, 3. Aufl. 1988, mit Nachwort von Hartmut Kahn, ISBN 3-320-00743-2;
- Dass. unter dem Titel Reportagen aus Amerika. Eine Frauenreise durch die Welt der Arbeit in den 1920er Jahren. Hrsg.: Gabriele Habinger. proMedia, Wien 1999, ISBN 3-85371-150-2.
- Texte von Maria Leitner. In: Maria Leitner oder Im Sturm der Zeit. Hrsg.: Julia Killet, Helga W. Schwarz. Karl Dietz Verlag, Berlin 2013, ISBN 978-3-320-02292-1, S. 44–114 (mit Aufsätzen der beiden Hrsg.).
- Hotel Amerika. Neuer Deutscher Verlag, Berlin 1930 (marxists.org). Neuausgabe: Hrsg., bearbeitet, mit einem biographischen Nachwort versehen von Traude Korosa. Edition Mokka, Wien 2013, ISBN 978-3-902693-39-6; Reclam, Philipp, Ditzingen 2024, ISBN 978-3-15-011476-6, mit einem Nachwort von Katharina Prager.
- Mädchen mit drei Namen. Reportagen aus Deutschland und ein Berliner Roman 1928–1933. Hrsg., kommentiert und mit Vor- und Nachwort versehen von Helga und Wilfried Schwarz. Aviva, Berlin 2013, ISBN 978-3-932338-60-1.
- Elisabeth, ein Hitlermädchen. Ein Roman und Reportagen (1934–1939). Hrsg., kommentiert und mit Vor- und Nachwort versehen von Helga und Wilfried Schwarz. AvivA, Berlin 2014, ISBN 978-3-932338-64-9.
- Helga und Wilfried Schwarz (Hrsg.): Amerikanische Abenteuer. Eine Dokumentation. Originaltexte von 1925 bis 1935. Episoden, Reportagen und der Roman »Wehr dich, Akato!«. Mit Vorwort, Bibliographie und einem Nachwort von Helga W. Schwarz. Nora-Verlag, Berlin 2017, ISBN 978-3-86557-421-3.
- Sandkorn im Sturm. In: Helga und Wilfried Schwarz (Hrsg.): Die Träume der Märtyrer. Menschenschicksale in Ungarn und Amerika. Erzählt von Maria Leitner und Johann Lékai, John Lassen. Edition AV, Bodenburg 2020, ISBN 978-3-86841-239-0, S. 19–86.

## Übersetzungen
- William Hogarth: William Hogarths Aufzeichnungen. Seine Abhandlung, Analyse der Schönheit ergänzt durch Briefe und autographische Erinnerungen. Übertragen und hrsg. von M. Leitner. Durchgesehen von Johannes Thummerer. Bard, Berlin 1914, DNB 580219631.
- Tibetanische Märchen. In das Deutsche übertragen von Maria Leitner. A. Juncker Verlag, Berlin 1923, DNB 574958819.
- Jack London: A vaspata. Roman. (The iron heel) Übertragung in das Ungarische. Új Előre, New York 1923.